# Calyptocephala
Calyptocephala là một chi bọ cánh cứng trong họ Chrysomelidae.
Chi này được Chevrolat in Dejean miêu tả khoa học năm 1837.

## Các loài
Các loài trong chi này gồm:
- Calyptocephala antennata Spaeth, 1919
- Calyptocephala brevicornis (Boheman, 1850)
- Calyptocephala discoidea Champion, 1894
- Calyptocephala gerstaeckeri Boheman, 1850
- Calyptocephala lutea Boheman, 1850
- Calyptocephala marginipennis Boheman, 1850
- Calyptocephala miniatipennis Boheman, 1856
- Calyptocephala nigricornis (Germar, 1824)
- Calyptocephala nigricornis (Germar, 1824)
- Calyptocephala paralutea Buzzi & Miyazaki, 1992
- Calyptocephala procerula Bohemna, 1850
- Calyptocephala punctata (Boheman, 1850)
- Calyptocephala ruficornis (Spaeth, 1937)